# Suhindol Point

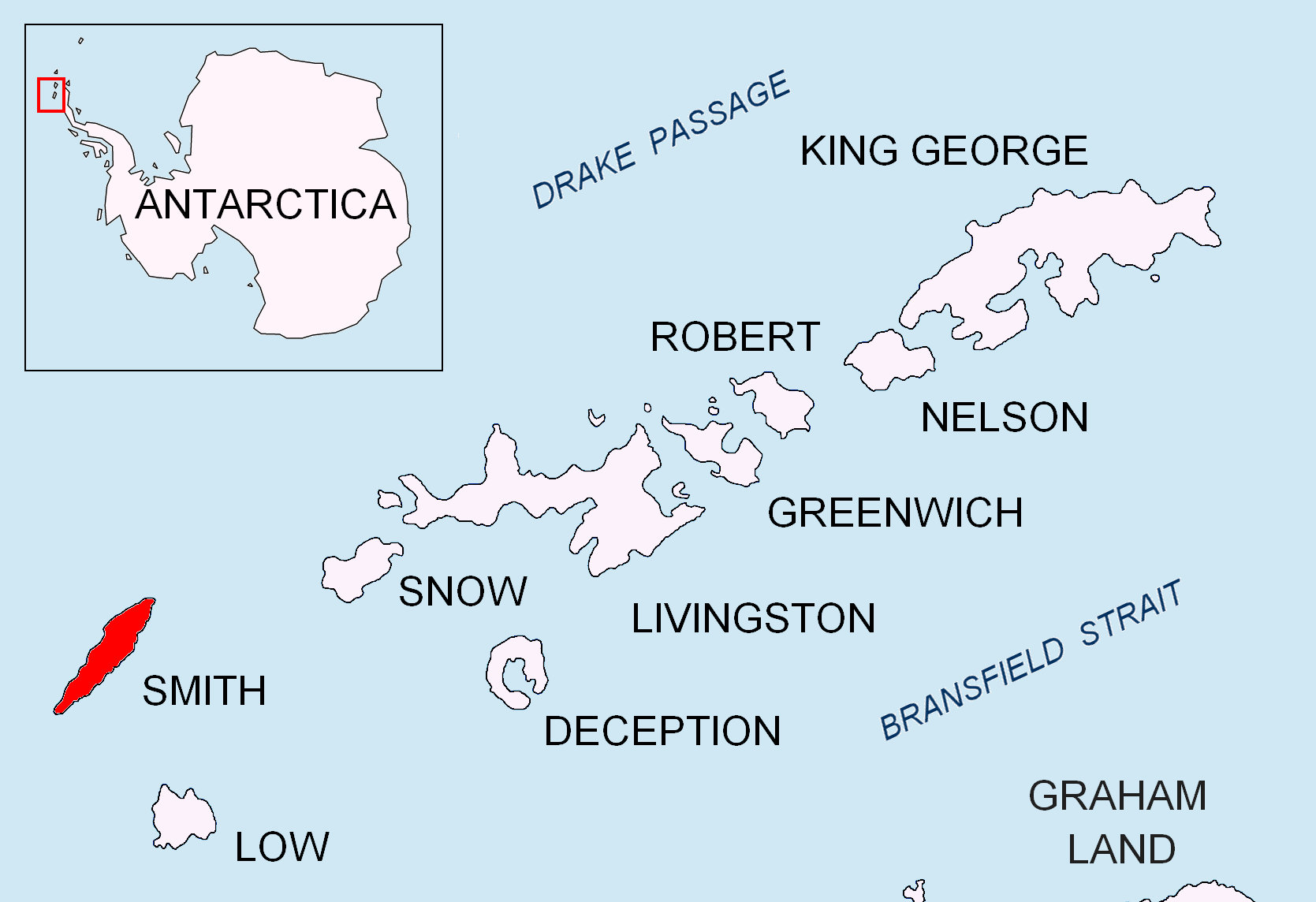
Localizzazione dell'Isola Smith, nelle Isole Shetland Meridionali.

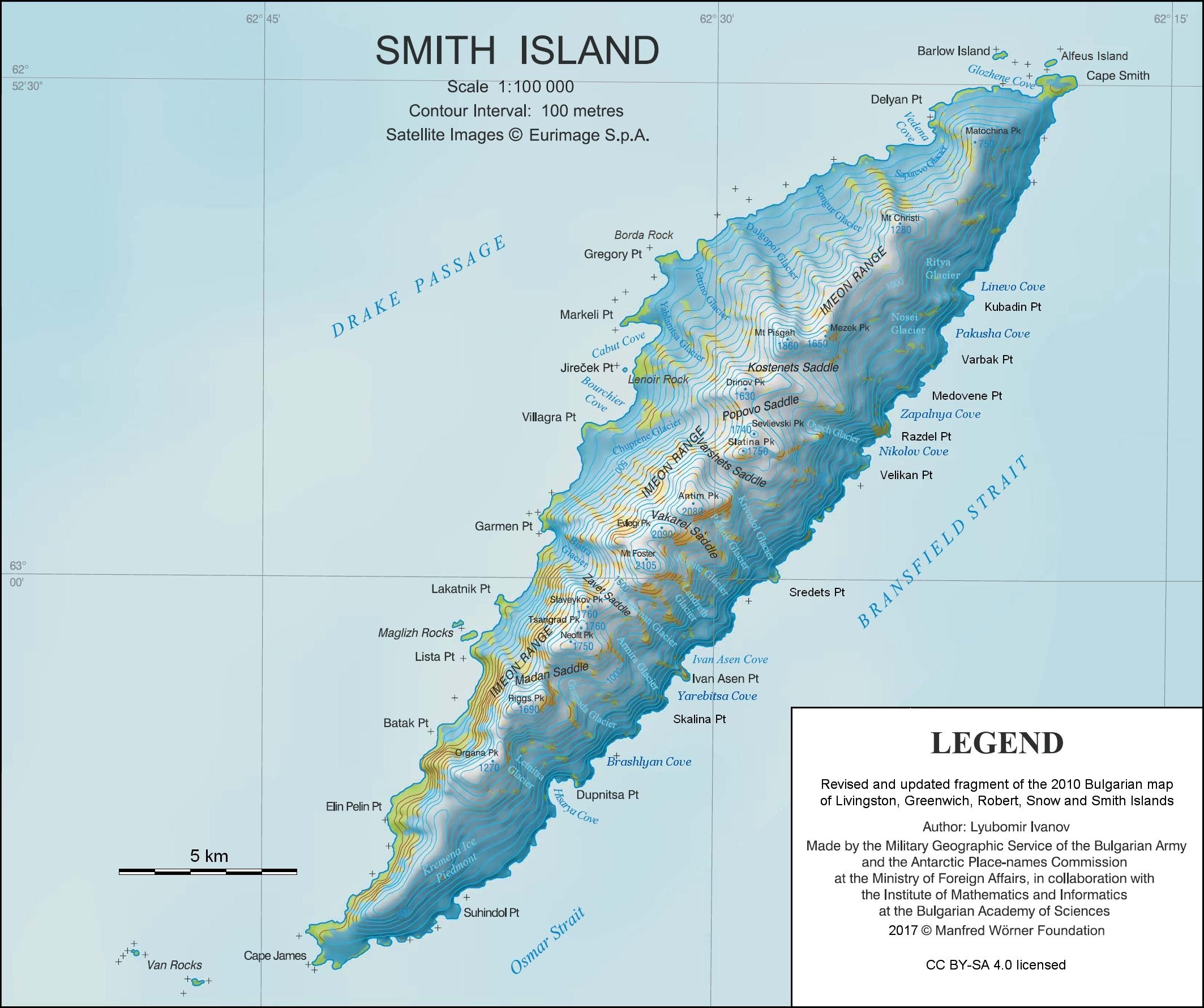
Mappa topografica dell'Isola Smith. Suhindol Point si trova nella parte inferiore dell'immagine, nella costa sudorientale dell'isola.

Suhindol Point (in lingua bulgara: нос Сухиндол, Nos Suhindol) è una punta rocciosa situata nella costa sudorientale dell'Isola Smith, nelle Isole Shetland Meridionali, in Antartide.
La punta si protende per circa 450 m in direzione sud nello Stretto Osmar.

## Localizzazione
Suhindol Point è localizzata alle coordinate 63°05′12″S 62°39′02″W; è situata 3,54 km a est-nordest di Capo James e 4,3 km a sudovest di Dupnitsa Point.
Mappatura preliminare bulgara nel 2009.

## Denominazione
La denominazione è stata assegnata dalla Commissione bulgara per i toponimi antartici in riferimento alla città di Suhindol nella parte centrosettentrionale della Bulgaria.

## Mappe
- Chart of South Shetland including Coronation Island, &c. from the exploration of the sloop Dove in the years 1821 and 1822 by George Powell Commander of the same. Scale ca. 1:200000. London: Laurie, 1822.
- L.L. Ivanov. Antarctica: Livingston Island and Greenwich, Robert, Snow and Smith Islands. Scale 1:120000 topographic map. Troyan: Manfred Wörner Foundation, 2010. ISBN 978-954-92032-9-5 (First edition 2009. ISBN 978-954-92032-6-4)
- South Shetland Islands: Smith and Low Islands. Scale 1:150000 topographic map No. 13677. British Antarctic Survey, 2009.
- Antarctic Digital Database (ADD). Scale 1:250000 topographic map of Antarctica. Scientific Committee on Antarctic Research (SCAR). Since 1993, regularly upgraded and updated.
- L.L. Ivanov. Antarctica: Livingston Island and Smith Island. Scale 1:100000 topographic map. Manfred Wörner Foundation, 2017. ISBN 978-619-90008-3-0